# Johannes Jäcker
Johannes „Hennes“ Jäcker (* 20. November 1932 in Schwerte; † 7. April 2013 in Stendal) war ein deutscher Fußballtorwart, Lehrer und Unternehmer.

## Karriere als Fußballer

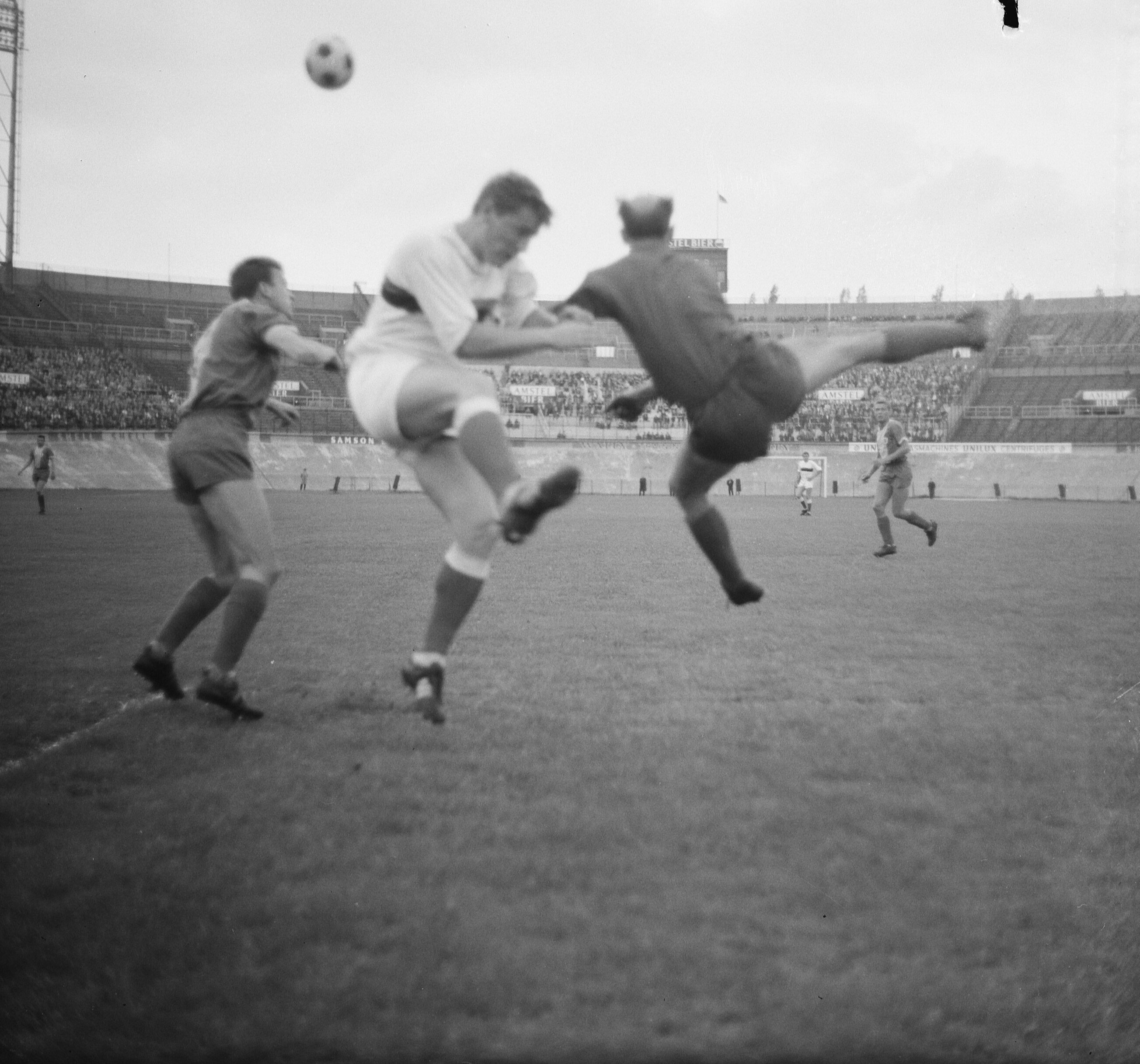
Johannes Jäcker (rechts) im Duell gegen Mos Temming (Mitte) beim Spiel Amsterdamsche FC DWS gegen Eintracht Braunschweig des International Football Cup 1964/65

Jäcker spielte zunächst ab 1949 Fußball für den VfL Schwerte. Er begann als Handballtorwart und wurde als Fußballspieler bis zur B-Jugend als Mittelstürmer eingesetzt. Nachdem ein Torwart ausgefallen war, spielte Jäcker fortan auf dieser Position in der VfL-Jugend. Mit 17 Jahren debütierte er in der Landesliga in der 1. Mannschaft des VfL Schwerte. Während seines Studiums an der Sporthochschule Köln spielte er als Torwart in der Hochschulmannschaft unter Hennes Weisweiler.
1955 wechselte er zum 1. FC Köln, bei dem er eine Saison bis 1956 unter Vertrag stand. Dort verdiente er 160 DM im Monat. Da er sich beim 1. FC Köln nicht wohlfühlte, nahm er 1956 das Angebot des damaligen Trainers von Eintracht Braunschweig Kurt Baluses an, zur Eintracht zu wechseln. Von 1956 bis 1967 war er Torwart bei Eintracht Braunschweig. 1963 war Jäcker Mitglied jener Mannschaft, die in die neu gegründete Fußball-Bundesliga aufgenommen wurde. Seinen größten sportlichen Erfolg hatte er 1967, als Eintracht Braunschweig Deutscher Meister wurde. Mittlerweile war Nationalspieler Horst Wolter Stammtorhüter des Vereins, Jäcker kam in der Saison noch zu zwei Einsätzen. In diesem Jahr beendete er seine aktive Fußballlaufbahn nach 265 Spielen. Anschließend trainierte er von 1968 bis 1972 die A-Jugend des Vereins.
Später war er als Trainer beim Fußballverein Leu Braunschweig tätig, mit dem er in die Regionalliga Nord aufstieg. Von 1980 bis 1983 war Jäcker Präsident von Eintracht Braunschweig.

## Leben abseits des Fußballs
Hennes Jäcker war Bezirksbürgermeister des Braunschweiger Stadtteils Mascherode und Mitglied der FDP im Stadtrat. Bei der Bundestagswahl 1969 kandidierte er erfolglos für die FDP auf deren niedersächsischer Landesliste. In den 1970er Jahren arbeitete er als Lehrer für Latein und Sport an der Gaußschule in Braunschweig.
Bis zu seinem Tod war Hennes Jäcker Geschäftsführer einer Mutter-und-Kind-Kurklinik in Glowe auf Rügen.